# (16713) Airashi
(16713) Airashi est un astéroïde de la ceinture principale.

## Description
(16713) Airashi est un astéroïde de la ceinture principale. Il fut découvert le 20 septembre 1995 à Kitami par Kin Endate et Kazuro Watanabe. Il présente une orbite caractérisée par un demi-grand axe de 3,15 UA, une excentricité de 0,16 et une inclinaison de 7,1° par rapport à l'écliptique.

## Étymologie
Son nom lui a été donné en référence à la ville d'Airashi.